# 네덜란드 기독교 라디오 협회
네덜란드 기독교 라디오 협회(네덜란드어: Nederlandse Christelijke Radio Vereniging, 약칭 NCRV)는 1924년에 설립된 네덜란드 공영 방송(NPO) 소속의 방송국이었다. 2015년 이후 KRO와 합병하여 KRO-NCRV의 일원이 되었다.

## 개요
NCRV는 1924년 11월 15일에 설립되었으며 네덜란드 공영 방송의 원년 방송국 중 하나이다. 창립 당시에는 기독교 위주의 방송, 그 중에서도 네덜란드 개혁 교회 중심으로 방송되었다.
1967년 EO가 설립된 이후에는 인문 및 사회 등의 비종교적인 프로그램의 비율이 많이 늘었다.
2010년 8월에는 KRO, IKON, RKK의 주요 종교 방송의 합병에 관한 논의가 있었다. 2011년 NCRV는 KRO와 2016년에 합병하기로 결정했으며, 여기에 RKK도 합병에 참여하였다. 이후 2014년 1월 1일에 KRO-NCRV가 출범하였으나, KRO 및 NCRV의 기존 브랜드는 유지되고 있다.
NCRV의 프로그램은 대부분 NPO2에서 많이 방송되는데, 주요 타이틀로 벨기에의 제작 회사 Woestijnvis와 공동 제작한 Man bijt hond가 있다. NPO1에서도 Praatjesmakers, De Rijdende Rechter같은 엔테인먼트 프로그램을, NPO3 및 NPO Zapp에서도 청소년 프로그램인 Willem Wever, BZT Show, SpangaS 등의 프로그램을 제작하기도 한다. 그리고 디지털 전용 방송인 NPO 베스트 채널을 관리하고 있다.

## 주요 프로그램

### 텔레비전
- Taxi : 리얼리티 프로그램. 1993년에 방송되었다.
- BZT Show : 어린이 프로그램. NPO3에서 방송된다.
- Een huis vol : 다큐멘터리 프로그램. 2011년부터 방송되고 있다.
- NCRV Dokument : 다큐멘터리 프로그램. 1990년에서 2014년 1월 27일까지 네덜란드 2에서 방송되었다.
- Eén tegen 100 (1 대 100) : 2009년~2015년까지 NCRV에서 공급, 이는 2015년의 KRO-NCRV시대까지 계속되었다.

### 라디오
- Stand.nl : NPO 라디오 1에서 방송된다.
- Cappuccino : 중장년 및 노년층 대상 음악 프로그램. 1995년에서 2014년까지 라디오 2에서 방송되었다.
- Plein 5 : 50~70년대 음악 프로그램, NPO 라디오 5에서 방송된다.
- Barend en Wijnand : 대중 음악 프로그램. AVROTROS, KRO와 공동 제작, NPO 3FM에서 방송된다.